# Музичка школа „Коста Манојловић” Смедерево
Музичка школа „Коста Манојловић” Смедерево је основна и средња музичка школа, као једина на територији града Смедерева, основана је 1937. године.
Као почетак организованог музичког образовања у Смедереву, узима се 1921. година, када је Душан Штамбук, хонорарни наставник музике и певања у Гимназији, хоровођа певачког друштва „Ђурађ Бранковић”, организовао развијање музичког описмењавања. Значајан допринос у музичком образовању дао је и Густав Пехар, Дубровчанин, који је доласком у Смедерево преузео вођење хора певачког друштва „Слога”.
У поратним временима школа постаје најпре Градска музичка школа, а од 1948. године прераста у Државну музичку школу, да би потом носила назив Нижа музичка школа. Од 1962. године школа носи назив по Кости Манојловићу (1890—1949), да би школске 1986/87. године прерасла основно-школско музичко образовање и отворила одсеке за средњошколце.
У потоњим временима Школа је била носилац многобројних градских, републичких, савезних и интернационалних манифестација, што је и потврђивало и оправдавало и њено постојање и напоре свих који су били и данас јесу у њој.